# Pöpplhof (Hemau)
Pöpplhof ist ein Gemeindeteil der Stadt Hemau im oberpfälzer Landkreis Regensburg.

## Geografie
Die Einöde Pöpplhof befindet sich knapp drei Kilometer südöstlich des Ortszentrums von Hemau und liegt auf einer Höhe von 498 m ü. NHN im östlichen Bereich der südlichen Frankenalb auf der Gemarkung Klingen.

## Geschichte
Der heutige Pöpplhof wurde 1845 von Klingen an seine derzeitige Stelle verlegt. Die erste namentliche Darstellung des Hofs erfolgte in der topografischen Karte 1:25.000 von 1954, damals noch unter dem Namen Kühtränkhof, abgeleitet vom alten Flurnamen Kühtränkacker. In der TK25 aus dem Jahr 1962 wird erstmals die Bezeichnung Pöppelhof verwendet. Keiner der beiden Namen wird in einem der Amtlichen Ortsverzeichnisse gelistet, was den Schluss nahelegt, die Benennung als Gemeindeteil erfolgte nach dem Jahr 1987.